# Georg F. Brückner
Georg Frederic Brückner (* 30. Juli 1930; † 30. Dezember 1992) war ein deutscher Kickbox-Pionier und Entwickler von Kampfsportausrüstung.  Georg F. Brückner starb mit 62 Jahren an Krebs.

## Sportliche Karriere
In den 1950er Jahren begann er mit den Kampfsportarten Judo, Jiu Jitsu, Karate und Taekwondo. 1961 eröffnete er eine eigene Kampfsportschule in Berlin-Wilmersdorf. Kurz darauf lernte er den Amerikaner Mike Anderson kennen und durch ihn die amerikanische Form des Sportkarate – das heutige Kickboxen. Durch Brückner begann die Entwicklung des Sportkarates bzw. des Kickboxens in Europa, weshalb er als „Vater des Europäischen Kickboxens“ bezeichnet wird.
1977 gründete er mit anderen Kampfsportgrößen die WAKO (World Allstyle Karate Organisation, heute World Association of Kickboxing Organizations), eine der größten Verbände für Amateur-Kickboxen. In den 1970er und 1980er Jahren organisierte er viele Veranstaltungen, u. a. zwei Weltmeisterschaften der WAKO, die erste Profi-Fullcontact Weltmeisterschaft der PKA und weitere nationale und internationale Turniere.

## Unternehmerische Leistungen
Später wurde Brückner auch als Unternehmer tätig. Mit der Qualität der importierten Schutzausrüstung für Kickboxer war er nicht zufrieden. Er investierte fast 3 Millionen D-Mark bis zur Serienreife seines TOP-TEN-Equipments.
Bei den Olympischen Spielen 1992 in Barcelona, 1996 in Atlanta und im Jahre 2000 in Sydney war er mit Kopfschutz und Boxhandschuhen offizieller Ausrüster des Boxturniers. Vorausgegangen waren Untersuchungen des Weltverbandes für Amateurboxen, AIBA, der unter Druck des IOC und der Ärztekommissionen stand und der im Einsatz von Brückners Kopfschützern und Handschuhen eine der wenigen Chancen sah, den Boxsport sicher zu gestalten und somit im olympischen Programm zu behalten. Brückners Equipment trug einen wesentlichen Teil dazu bei, wie die Statistiken der AIBA belegen. Die Tageszeitung Berliner Morgenpost bezeichnete Brückner als den „Erfinder der weichen Boxhandschuhe“.